# Сент-Андьоль
Сент-Андьоль (фр. Saint-Andiol) — коммуна на юго-востоке Франции в регионе Прованс — Альпы — Лазурный Берег, департамент Буш-дю-Рон, округ Арль, кантон Шаторенар.
Площадь коммуны — 16,00 км², население — 3203 человека (2006) с тенденцией к росту: 3298 человек (2012), плотность населения — 206,1 чел/км².

## Население
Население коммуны в 2011 году составляло 3211 человек, а в 2012 году — 3298 человек.
| 1962 | 1968 | 1975 | 1982 | 1990 | 1999 | 2005 | 2006 | 2010 | 2011 | 2012 |
| ---- | ---- | ---- | ---- | ---- | ---- | ---- | ---- | ---- | ---- | ---- |
| 1805 | 2023 | 2019 | 2372 | 2253 | 2605 | 3138 | 3203 | 3189 | 3211 | 3298 |

Динамика населения:

## Экономика
В 2010 году из 2035 человек трудоспособного возраста (от 15 до 64 лет) 1492 были экономически активными, 543 — неактивными (показатель активности 73,3 %, в 1999 году — 72,8 %). Из 1492 активных трудоспособных жителей работали 1271 человек (691 мужчина и 580 женщин), 221 числились безработными (99 мужчин и 122 женщины). Среди 543 трудоспособных неактивных граждан 180 были учениками либо студентами, 170 — пенсионерами, а ещё 193 — были неактивны в силу других причин.
На протяжении 2010 года в коммуне числилось 1237 облагаемых налогом домохозяйств, в которых проживало 3187,5 человек. При этом медиана доходов составила 16 тысяч 099 евро на одного налогоплательщика.